# 川田訓練場
川田訓練場 (かわたくんれんじょう 英 Kawata Training Area) は、1971年の日米合意「沖縄返還協定・了解覚書」のA表によって継続使用される米軍基地として登録された88箇所の一つで、沖縄県国頭郡東村川田にある。実際には、地元の許可が必要な一時使用訓練場であり、かつ地元が米軍使用に反対しているものを、「沖縄返還協定・了解覚書」で正規の米軍基地として記載したものであり、問題となった。その矛盾の辻褄をあわせるため、1972年5月15日の沖縄の施政権移行にさきがけ、1971年に「返還」された。

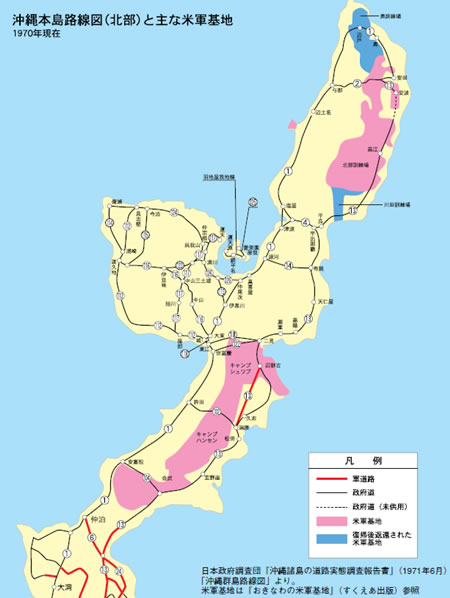
川田訓練場のおよその位置。北部訓練場から南側の海岸に至る川田集落までの地所が示されている。復帰後に返還されたとあるが、実際には前年の1971年に「返還」された。

## 概要
海兵隊北部訓練場の南側から東村川田の平良湾に面した川田集落までの地所がおよその「川田訓練場」とされる。
- 名称: 川田訓練場 (Kawata Training Area)
- 了解覚書所A表: 3[2]
- 場所: 沖縄県国頭郡東村川田
- 面積: 3,735,000㎡
- 返還: 1971年6月20日[3]

本来は軍用地ではなく、3日間や10日間といった1年のうちごく限られた日数だけを地主から直接使用許可をとり借り上げて使用一時使用訓練地であったが、地元での使用許可がとれず契約切れの状態であった。
こうした満場一致の地元議会の反対にもかかわらず、1971年の沖縄返還協定「基地に関する了解覚書」で、継続使用される米軍基地 (A表) として一方的に登録された。「核抜き本土並み」をうたいながら、基地の「強制収用」と変わらない「沖縄返還協定」のあり方は、地元の沖縄で大きな失望と抵抗を生んだ。
軍用地ではない地所を継続使用の基地とした合意の帳尻合わせをするため、1972年の沖縄市政権の委譲までに了解覚書A表から川田訓練場を外すよう、1971年6月20日に「返還」された。

## 沖縄返還協定「了解覚書」問題

### 米軍基地に追加された非軍用地
1971年6月の日米合意「沖縄返還協定」は、地元の自治体や沖縄県の存在なくして日米間で取り決められたため、沖縄における米軍基地リスト「基地に関する了解覚書」として出来上がったものには、安和訓練場のように正確には軍用地ではなかったものも含まれ、それにより新たに日本側から米軍側に基地として提供される状況が7事案浮上した。また本来なら9施設となるべき地区をまとめて嘉手納弾薬庫としたり、また牧港サービス事務所の小さな建物1棟と隣接する牧港倉庫を別々の米軍基地として登録するなど、沖縄の現状と要望が反映されていない不自然で理不尽なものとなっていた。
そのため、軍用地ではないにもかかわらず継続使用の米軍基地 (A表) として登録された7カ所 (安波訓練場、川田訓練場、瀬高訓練場、久志訓練場、屋嘉訓練場、浮島訓練場、前島訓練場) のうち、地元が米軍に対して使用拒否している二か所 (川田訓練場、瀬高訓練場) と、地元や土地所有者との間に了承がないまま記載された前島訓練場) の3施設については、その帳尻あわせとして1972年5月15日の沖縄返還の前までに「返還」を急ぎ、A表から排除した。
その後、A表に那覇海軍航空施設と伊波城観光ホテルの2施設を加え、最終的に87施設を A表 (継続使用の米軍基地) とした。しかし、伊波城観光ホテルも経営難にあった民間の事業主が施設を海兵隊に貸しだし、地元での住民の抵抗を招いていた施設だった。

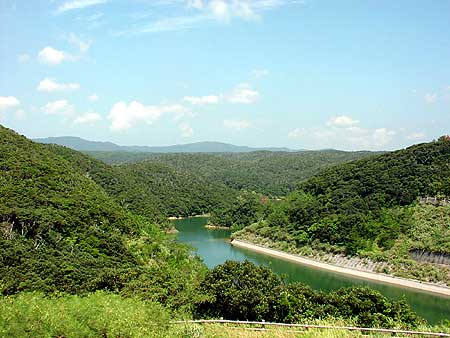
福地ダム

| 沖縄返還協定・了解覚書でA表 (継続使用の米軍基地) に追加された非軍用地 |                  |               |                          |
| FAC6102                                                               | 安波訓練場       | 安波訓練場    | 地位協定第2条4 (b)の使用 |
| 3                                                                     | 川田訓練場 ※     | 川田訓練場    | 地位協定第2条4 (b)の使用 |
| 8                                                                     | 瀬嵩訓練場 ※     | 瀬嵩第1訓練場 | 地位協定第2条4 (b)の使用 |
| AC6112                                                                | 久志訓練場       | 久志訓練場    | 地位協定第2条4 (b)の使用 |
| AC6116                                                                | 屋嘉訓練場       | 屋嘉訓練場    | 地位協定第2条4 (b)の使用 |
| AC6181                                                                | 浮原島訓練場     | 浮原訓練場    | 地位協定第2条4 (b)の使用 |
| 83                                                                    | 前島訓練場 ※     | 前島訓練場    | 地位協定第2条4 (b)の使用 |
| 1971年合意後にA表に追加された地所                                     |                  |               |                          |
| FAC6089                                                               | 那覇海軍航空施設 |               | 那覇空港                 |
| FAC6090                                                               | 伊波城観光ホテル |               |                          |

## 返還
1971年6月20日、川田訓練場が「返還」された。
1974年12月9日、福地ダムが川田に完成した。